# Leiblfing
Leiblfing è un comune tedesco di 3 928 abitanti, situato nel land della Baviera.